# Pumpville, Texas
Pumpville é uma cidade fantasma no condado de Val Verde, Texas, Estados Unidos da américa.
A vila foi fundada em 1882, após a construção da Ferrovia Galveston, Harrisburg e San Antonio, na qual possuía uma estação, hoje fechada. Um correio que funcionou de 1899 a 1970 e uma Igreja Batista ainda em funcionamento. De 1968 a 2000, Pumpville tinha uma população de 21 habitantes

## Geografia
Localizada nas rotas ferroviárias da Amtrak Sunset Limited e Texas Eagle entre as estações Sanderson e Del Rio, Pumpville fica na Ranch to Market Road 1865, alguns quilômetros a leste das fronteiras do condado de Terrell, 19 quilômetros a leste da cidade fantasma de Cedar Station .